# Ster Elektrotoer 2008
Die 7. Ster Elektrotoer ist ein Rad-Etappenrennen in den Niederlanden, dass vom 17. bis 21. Juni 2008 stattfand. Es wurde in einem Prolog und vier Etappen über eine Distanz von 688,2 Kilometern ausgetragen. Das Rennen zählt zur UCI Europe Tour 2008 und ist dort in die Kategorie 2.1 eingestuft. Sieger der Rundfahrt wurde der Italiener Enrico Gasparotto.

## Teilnehmerfeld
Es nahmen 9 UCI ProTeams, 6 Professional Continental Teams und 4 Continental Teams teil. Der Vorjahressieger Sebastian Langeveld, sowie der Führende der UCI Europe Tour 2008 Stefano Garzelli (Acqua & Sapone) waren nicht am Start.
UCI ProTeams
- Rabobank
- CSC
- High Road
- Quick Step-Innergetic
- Astana
- Silence-Lotto
- Gerolsteiner
- Milram
- ag2r La Mondiale

Professional Continental Teams
- Barloworld
- Skil-Shimano
- Tinkoff Credit Systems
- Topsport Vlaanderen
- Landbouwkrediet-Tönissteiner
- Cycle Collstrop

Continental Teams
- Van Vliet-EBH Elshof
- P3 Transfer-Batavus
- Jo Piels
- KrolStonE

## Etappen
| Etappe    | Tag      | Start–Ziel                  | km  | Etappensieger     | Gesamtwertung     |
| --------- | -------- | --------------------------- | --- | ----------------- | ----------------- |
| Prolog    | 17. Juni | Schijndel (EZF)             | 06  | Tony Martin       | Tony Martin       |
| 1. Etappe | 18. Juni | Schijndel–Valkenburg        | 177 | Matti Breschel    | Tony Martin       |
| 2. Etappe | 19. Juni | Verviers (B)–Jalhay (B)     | 192 | Enrico Gasparotto | Enrico Gasparotto |
| 3. Etappe | 20. Juni | Nuth–Nuth                   | 170 | Tom Boonen        | Enrico Gasparotto |
| 4. Etappe | 21. Juni | Sittard-Geleen–Gemert-Bakel | 150 | Mark Cavendish    | Enrico Gasparotto |